# Osun Omololu Emmanuel
Osun Omololu Emmanuel (* 12. Dezember 1996) ist ein nigerianischer Fußballspieler.

## Karriere
Osun Omololu Emmanuel stand von 2018 bis 2019 in Myanmar beim GFA FC unter Vertrag. Wo er vorher gespielt hat, ist unbekannt. Der Verein aus dem Chin-Staat spielte in der ersten Liga, der Myanmar National League. Für Gospel For Asia bestritt er 32 Erstligaspiele und schoss dabei sechs Tore. Wo er seit Anfang 2020 spielt, ist unbekannt.